# Rejon żytkowicki
Rejon żytkowicki (biał. Жыткавіцкі раён) – rejon w południowo-wschodniej Białorusi, w obwodzie homelskim. Leży na terenie dawnego powiatu mozyrskiego.

## Podział administracyjny
W skład rejonu wchodzą miasta Turów i Żytkowicze oraz 10 następujących sielsowietów:
- Czyrwonaje
- Jurkiewicze
- Lenin
- Ludzieniewicze
- Marocharawa
- Milewicze
- Ozierany
- Rudnia
- Ryczewo
- Wiereśnica.